# Ricardo Sixto
Ricardo Sixto Iglesias (Valencia, 7 de enero de 1967) es un político español. Como cabeza de lista de la formación Esquerra Unida del País Valencià (EUPV), la federación valenciana de Izquierda Unida por Valencia, resultó elegido diputado en el Congreso en las elecciones generales de 2011. Volvió a ser elegido en la XII Legislatura en las elecciones generales de 2016 como miembro de EUPV-IU en la candidatura de la coalición A la Valenciana en la que figuraba como quinto por Valencia. Es licenciado en Geografía e Historia por la Universidad de Valencia. 

## Vida política
Militante de EUPV desde la creación de la coalición en 1986 asumió diversos cargos orgánicos, entre ellos la Secretaría de Organización, Administración y Finanzas durante el período en que fue Coordinadora General Glòria Marcos. Fue concejal en Burjasot entre 1991 y 2003 y diputado provincial de Valencia entre 1999 y 2003.

### Diputado en el Congreso

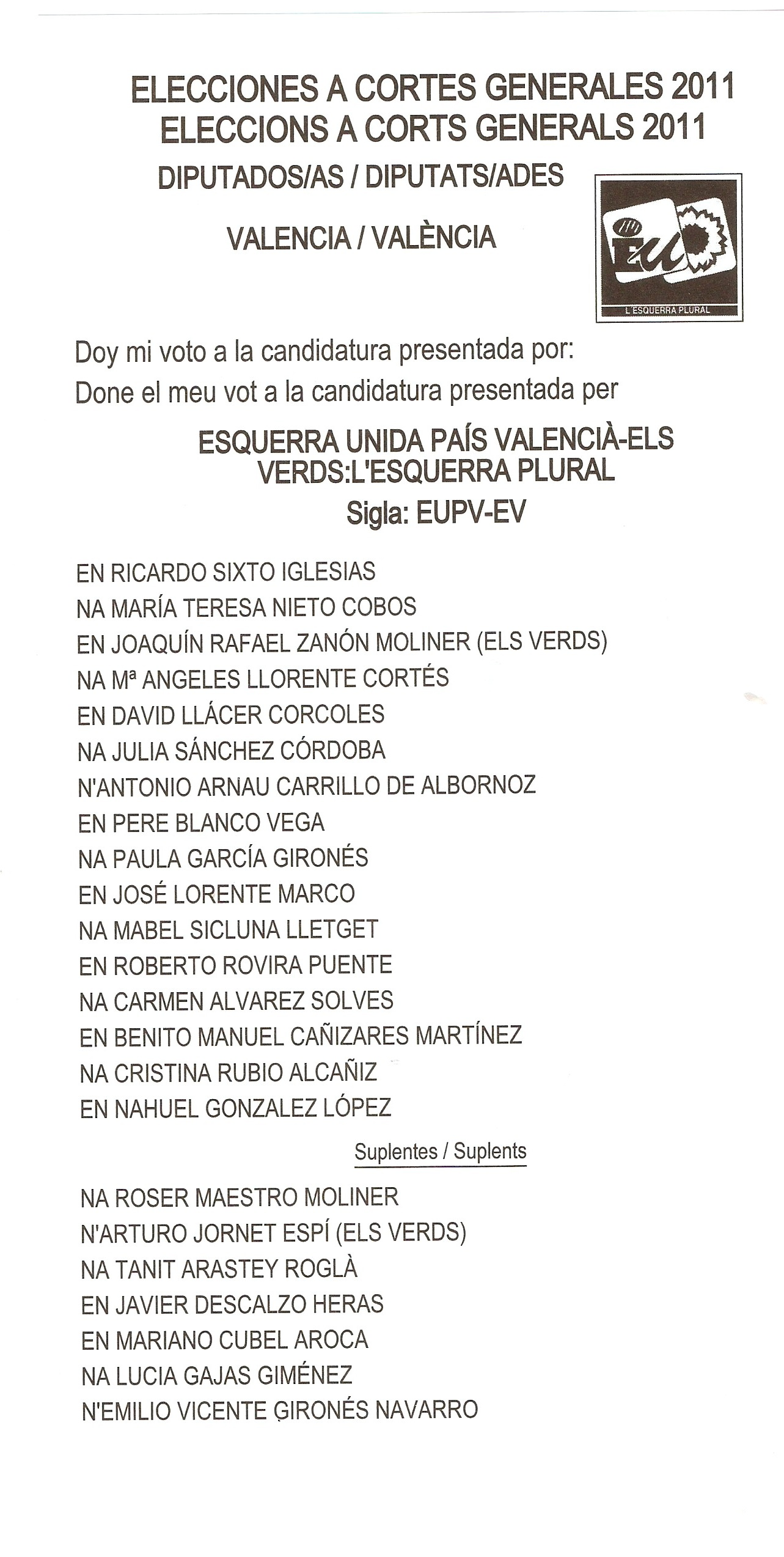
Papeleta al Congreso por Valencia, encabezada por Ricardo Sixto.

El 1 de octubre de 2011 fue elegido por la asamblea de EUPV para encabezar la lista de Esquerra Unida del País Valencià-Els Verds: L'Esquerra Plural (EUPV-EV) por Valencia a las elecciones generales de 2011 en las cuales Sixto recuperó el diputado que EUPV había perdido en las anteriores generales, quedando esta formación como tercera fuerza política de la Comunidad Valenciana seguida por UPyD y Compromís. Como diputado trabajó conjuntamente con Els Verds del País Valencià (EVPV), formación con la que EUPV se había presentado por las circunscripciones valencianas.
En 2012, participó en la denominada III flotilla de la libertad, a bordo del Estelle, que pretendía romper el bloqueo a la franja de Gaza en octubre de 2012, y que fue interceptada en aguas internacionales por la Marina de Israel.